# Benares (Staat)

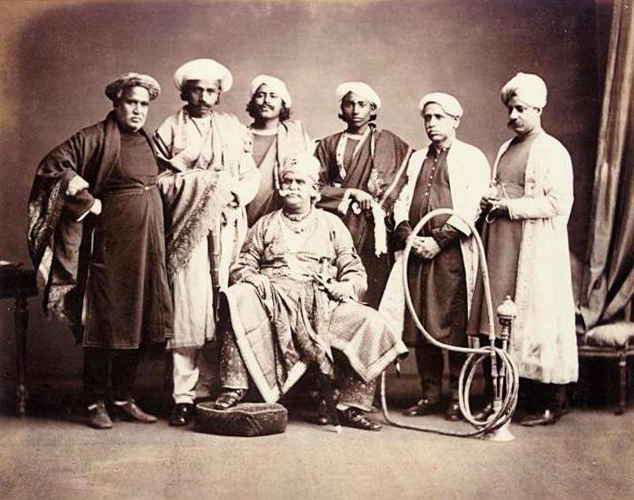
Maharaja von Benares mit Höflingen

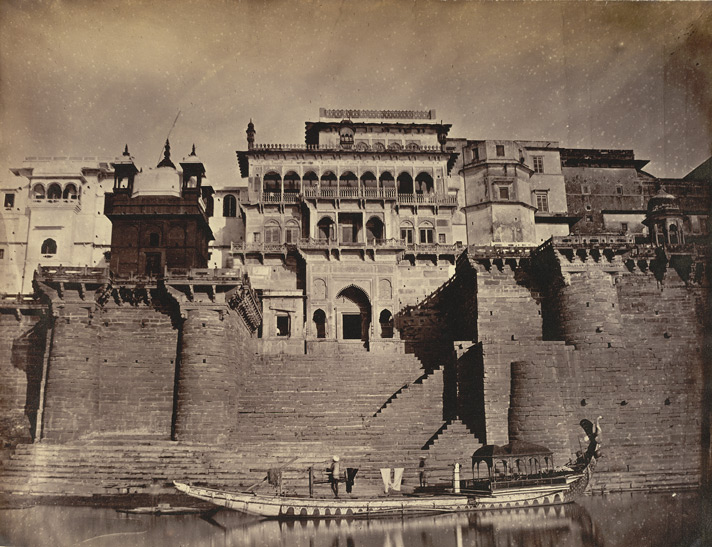
Palast des Maharaja bei Ramnagar

Benares (Banaras, Varanasi) war einer der Fürstenstaaten Britisch-Indiens im heutigen Bundesstaat Uttar Pradesh.
Das mittelalterliche Königreich Kashi wurde 1194 Teil von Oudh. In der Mitte des 18. Jahrhunderts belehnte der Nawab von Oudh den Bhumiyar-Brahmanen Mansa Ram und dessen Nachfolger Balwant Singh (1740–1770) mit Benares und anderen Distrikten des ehemaligen Königreichs. 1775 trat der Nawab die Hoheit über das Gebiet an die Briten ab. Diese anerkannten es – ohne die Stadt Benares – als Familiengut der Gautam-Bhumiyar-Dynastie und gliederten es zugleich als Teil des Distrikts Mirzapur in Britisch-Indien ein. Raja Ishwari Prasad Narayan Singh (1835–1889) wurde 1859 zum Maharaja erhoben.
1911 erhielten die Ländereien des Maharajas den Status eines formal unabhängigen Fürstenstaats. Der Staat bestand aus zwei Exklaven westlich und südöstlich der Stadt Benares: Eine um Bhadohi (deckungsgleich mit den heutigen Distrikt Bhadohi) und eine um Chakia im heutigen Distrikt Chandauli. Residenz war Ramnagar bei Benares. 1941 hatte der Fürstenstaat Benares eine Fläche von 2266 km² und 533.000 Einwohner.
Nachdem Indien und die Fürstenstaaten 1947 unabhängig geworden war (siehe Geschichte Indiens) vollzog der letzte Maharaja, Vibhuti Narayan Singh, am 15. Oktober 1948 den Anschluss an Indien, und das Fürstentum wurde dem Staat Uttar Pradesh eingegliedert. Der Maharaja wurde Kanzler der Banaras Hindu University.